# Atiwa District
Der Atwia District liegt in der Eastern Region von Ghana. Chief Exekutive des Distriktes ist Kwasi Osei-Agyapong. Distrikthauptstadt ist Kwabeng. Der Atiwa Distrikt wurde erst im Jahr 2004 aus dem East Akim District gegründet.
Die größten Ortschaften sind Anyinam, Sekyere New Jejeti, Abomosu, Kadewaso, Akropong und Asaman-Tamfoe.

## Ortschaften
| - Anyinam - Kwabeng - Abomosu - Akim Sekyere - Enyiresi - Akrofufu - Adasawase | - Moseaso - Bomaa - Banso - Awemare - Ekoso - Asamama - Akwabooso |

## Wahlbezirke
Der Atwia District besteht aus einem Wahlkreis. Im Wahlkreis Atwia wurde Charles Yaw Brempong-Yeboah  von der Partei New Patriotic Party (NPP) als Direktkandidat in das ghanaische Parlament gewählt. 